# Perlacher Forst
Perlacher Forst är ett kommunfritt område i Landkreis München i Regierungsbezirk Oberbayern i förbundslandet Bayern i Tyskland.